# Claysville S Bridge

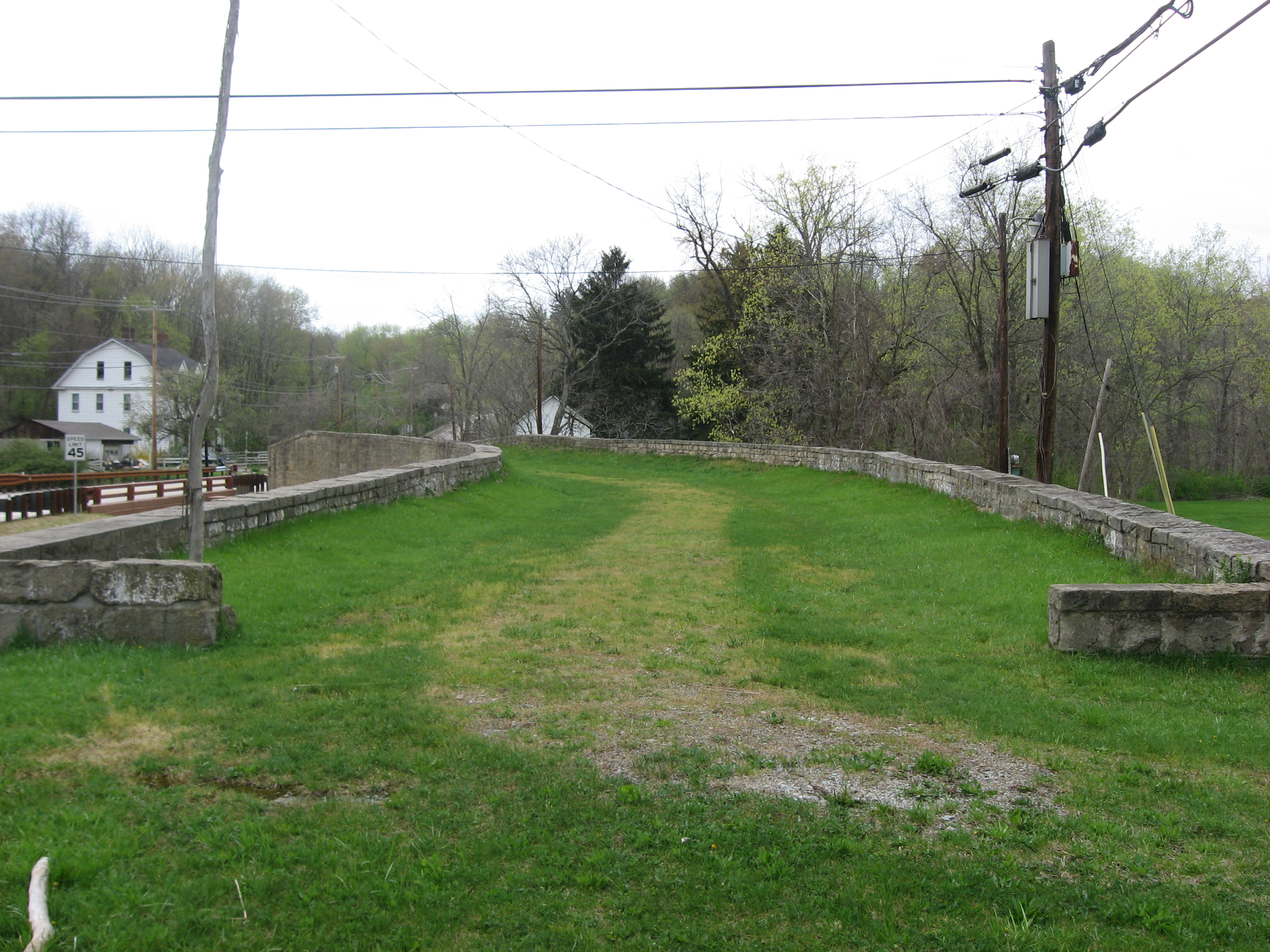
Die „S Bridge“ von der Ostseite

Die S Bridge ist eine historische Steinbrücke (Bogenbrücke) und liegt etwa 10 Kilometer westlich von Washington, im Washington County, im US-Bundesstaat Pennsylvania, in den Vereinigten Staaten. Die um 1815 errichtete Fußgängerbrücke liegt abseits des U.S. Highway 40, und überspannt den Buffalo Creek.
Laut National Register of Historic Places war die Brücke im Jahr 1818 von besonderer Signifikanz.
Die S-Bridge wurde am 4. April 1975 vom National Register of Historic Places mit der Nummer 75001676 aufgenommen.